# الضفدع الشجاع
الضفدع الشجاع (باليابانيّة: けろっこデメタン ؛ بالإنجليزيّة: Demetan the Frog) والمعروف أيضاً باسم The Brave Frog هو مسلسل رسوم متحركة للأطفال تجري أحداثه على امتداد 39 حلقة. تم بثّ النسخة الأصلية منه في عام 1973.

## القصة
يحكي المسلسل قصة ضفدع يدعى «نؤنؤ» وهو ينتمي إلى عائلة فقيرة. وعد بهروب عائلة ضفادع الشجر من أنياب تماسيح السمندل، تعرف الصغير «نؤنؤ» على «نانا» فنشأت علاقة صداقة بينهما ستزداد عمقاً مع مرور الوقت. لكن ولادة الضفدعة «نانا» وهو ملك المستنقع في منطقة الضفادع جعل أبوها يرفض زواجها من هذا الضفدع الذي لا ينتمي إلى سلالة عريقة مثلها لكن تظهر مجموعة من المواقف والأحداث الغريبة تزيد من متاعب سكان البركة وتهدد إستقرارهم، إلا أن القلوب الشجاعة التي تضمر نيات طيبة، لم تتوانى عن السير في الطريق المستقيم الذي يوصلها دون ريب إلى نتائج إيجابية تعود بالخير على الجميع.

## روابط خارجية
- الضفدع الشجاع على موقع IMDb (الإنجليزية)
- الضفدع الشجاع على موقع كينوبويسك (الروسية)
- الضفدع الشجاع على موقع ألو سيني (الفرنسية)
- الضفدع الشجاع على موقع قاعدة بيانات الفيلم (الإنجليزية)
- الضفدع الشجاع على موقع ANN anime (الإنجليزية)